# Pfarrkirche Halbturn

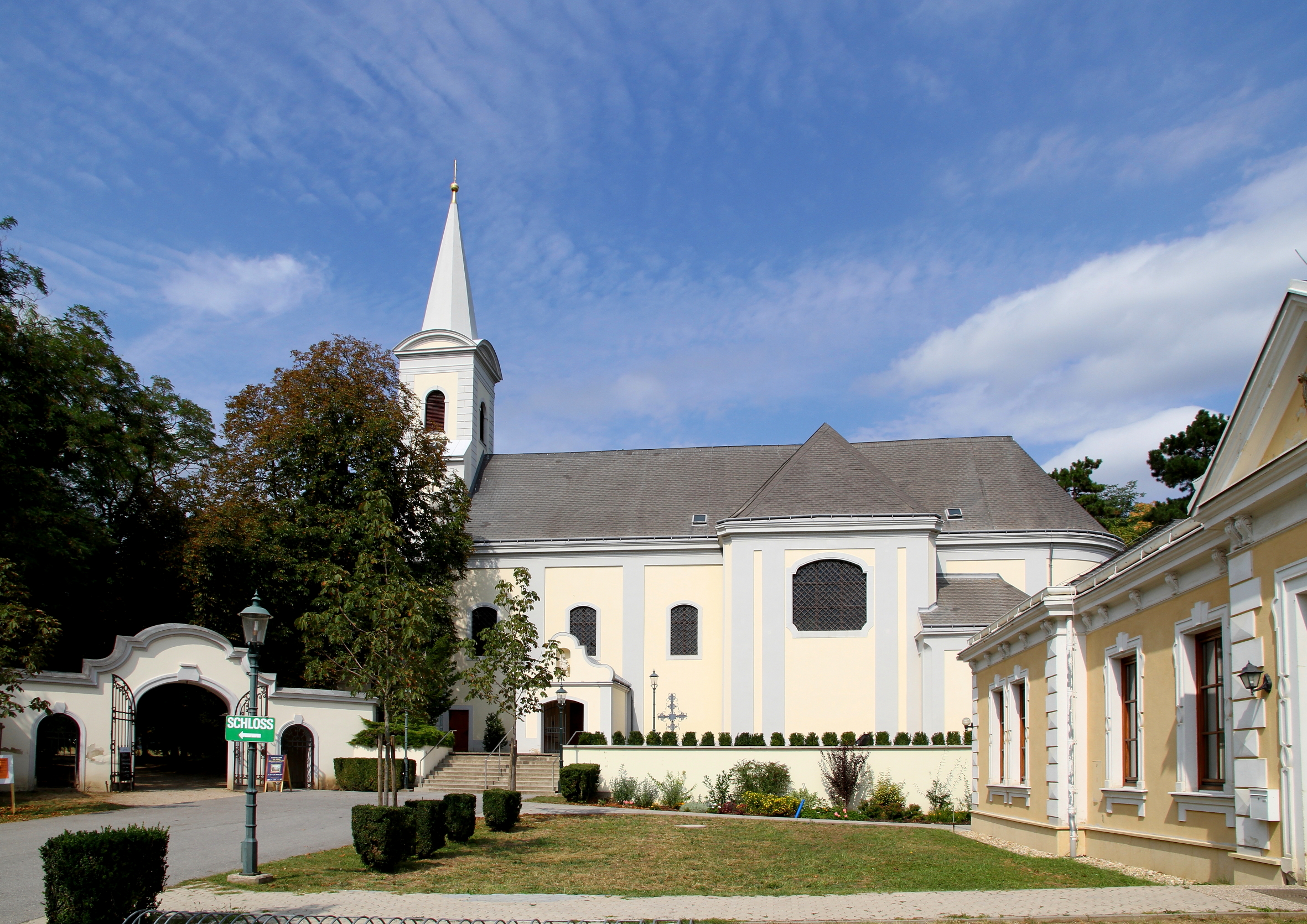
Kath. Pfarrkirche hl. Josef in Halbturn

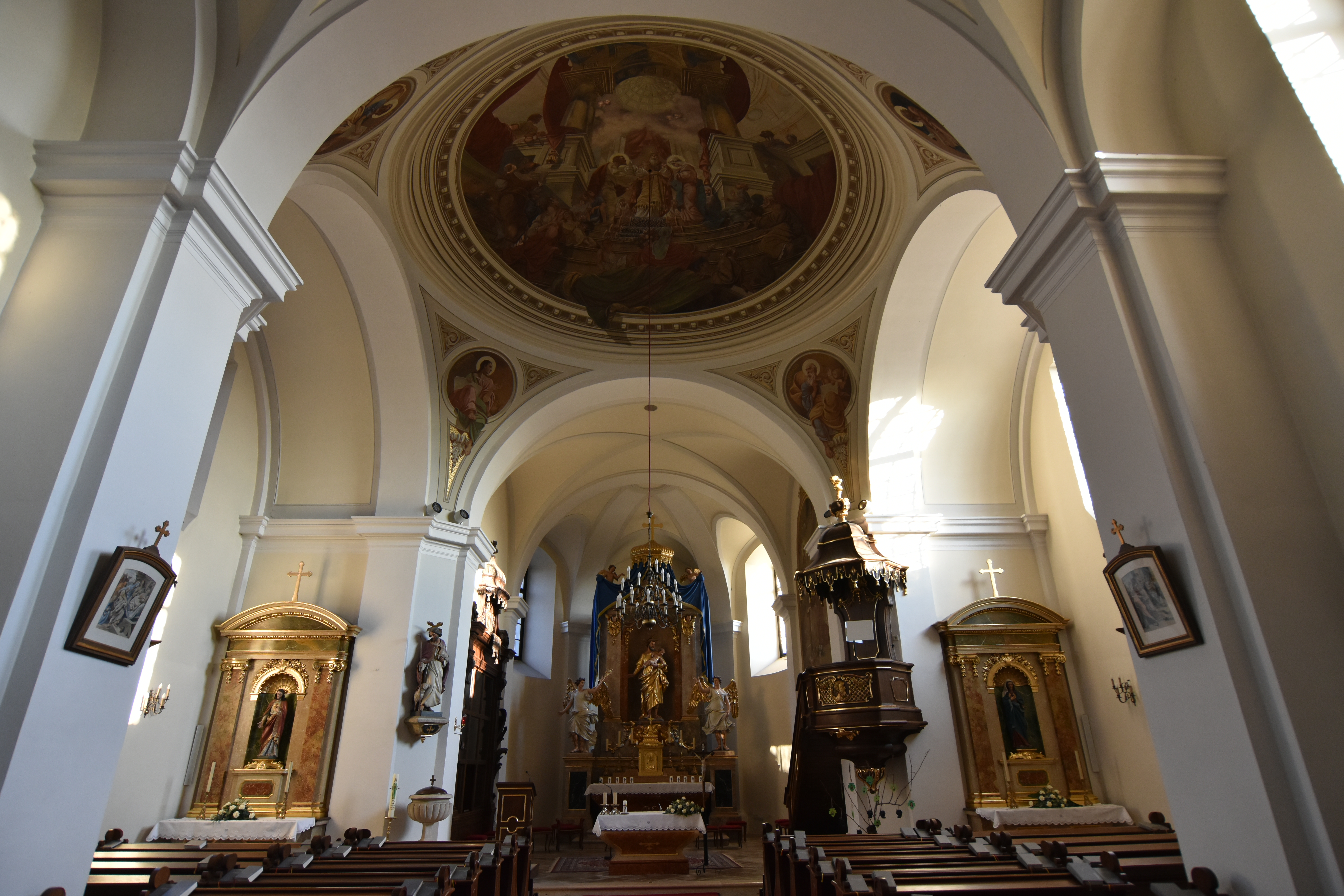
Innenraum der Pfarrkirche

Die römisch-katholische Pfarrkirche Halbturn steht am Kirchenplatz am Nordende des Angers in der Gemeinde Halbturn im Bezirk Neusiedl am See im Burgenland. Die Pfarrkirche hl. Josef gehört zum Dekanat Frauenkirchen in der Diözese Eisenstadt. Die Kirche steht unter Denkmalschutz.

## Geschichte
Die Weihe eines älteren Kirchenbaues wurde 1714 urkundlich genannt. Die vorreformatorische Pfarre wurde 1786 neu errichtet. Der Umbau und die Erweiterung der Kirche erfolgte nach einem Entwurf von Josef Emanuel Fischer von Erlach um 1730. Die Kirche wurde 1856 renoviert und 1976/1978 restauriert. In der Kirche ist die Urne des 1955 in Buenos Aires verstorbenen Erzherzogs Albrecht II. von Österreich-Teschen bestattet.

## Architektur
Der dreigeschoßige Westturm trägt einen achtseitigen Steinpyramidenhelm. Das Langhaus mit einem breiten kurzen Querschiff und einem eingezogenen halbrunden Chor hat südlich am Chor einen Sakristeianbau und nördlich am Chor einen Oratoriumsanbau.

## Ausstattung
Der prächtige neobarocke Hochaltar ist aus dem ersten Viertel des 18. Jahrhunderts. Die Orgel aus 1937 mit 22 Registern stammt von Dreher & Flamm und ist seit 1986 nicht mehr spielbar.